# Pararchidendron pruinosum
Genre
Espèce
Pararchidendron pruinosum est une espèce de plantes à fleurs dicotylédones de la famille des Fabaceae, sous-famille des Mimosoideae, originaire d'Australie. C'est l'unique espèce acceptée du genre Pararchidendron (genre monotypique).

## Taxinomie

### Synonymes
Selon BioLib (26 novembre 2018) :
- Abarema sapindoides (A. Cunn. ex Sweet) Kosterm.
- Acacia sapindoides A. Cunn. ex Sweet
- Albizia pruinosa (Benth.) F. Muell.
- Feuilleea pruinosa (Benth.) Kuntze
- Pitthecellobium pruinosum (Benth.) Benth.
- Pitthecellobium sapindoides Domin

### Liste des variétés
Selon The Plant List (26 novembre 2018) :
- Pararchidendron pruinosum var. junghuhnianum (Benth.) I.C.Nielsen
- Pararchidendron pruinosum var. sumbawaense (Kosterm.) I.C.Nielsen